# 블라단 아지치
블라단 아지치(몬테네그로어: Владан Аџић, Vladan Adžić, 1987년 7월 5일 ~ )는 몬테네그로의 축구 선수이며 포지션은 센터백이다. NK 바라주딘 소속이다.

## 축구인 경력

### 클럽 경력
2005-06 시즌 세르비아 몬테네그로 2부 리그의 보켈리 코토르에서 프로 무대에 데뷔하였다. 로프첸 체티네를 거쳐 2008년 루다르 플레블라로 이적하여 4시즌 간 활약하며 1회의 몬테네그로 1부 리그 우승과 2회의 컵대회 우승을 차지하였다. 2012년 세르비아의 OFK 베오그라드로 이적하여 주전 수비수로 활약하였다. 2013년 1월 25일 열린 루다르와의 친선 경기에선 하프 타임에 브랜디가 들어있는 물통을 물로 착각하고 마셔 교체되는 해프닝을 겪어 화제가 되었다.
2014년 여름 수원 FC로 이적하였다.
K리그 챌린지 2017시즌 종료 이후, 자유계약 대상자로 풀려나며 수원 FC를 떠났다. 2018년 1월 23일 FK 부두치노스트 포드고리차와 계약을 맺으며, 6년만에 몬테네그로 1부 리그로 돌아가게 되었다.
2019시즌을 앞두고 포항 스틸러스에 입단하면서 1년만에 한국무대로 돌아왔다.

### 대표팀 경력
2012년 몬테네그로 국가대표팀에 선발되었으나 출전하지는 못하였다. 2014년에 2년 만에 다시 대표팀에 발탁되어, 아이티와의 친선 경기에서 A매치 데뷔전을 치렀다.